# Aspidiotus pandani
Aspidiotus pandani är en insektsart som först beskrevs av Jean Baptiste Boisduval 1868.  Aspidiotus pandani ingår i släktet Aspidiotus och familjen pansarsköldlöss.
Artens utbredningsområde är Frankrike. Inga underarter finns listade i Catalogue of Life.